# برونو مونتی
برونو مونتی (ایتالیایی: Bruno Monti; ۱۲ ژوئن ۱۹۳۰ – ۱۶ اوت ۲۰۱۱) دوچرخه‌سوار اهل ایتالیا بود.
وی در مسابقات کشوری و بین‌المللی در مجموع برندهٔ ۱ مدال نقره شده‌است.